# Bik'at Kedeš
Bik'at Kedeš (hebrejsky: בקעת קדש, doslova údolí Kedeš) je menší údolí o nadmořské výšce okolo 400 metrů v Horní Galileji, v severním Izraeli. Pojmenováno je podle starověké lokality Tel Kedeš, která tu stojí.
Údolí se nachází v prostoru mezi vesnicemi Malkija, Dišon, Ramot Naftali a Jiftach. Má podobu severojižně orientované náhorní terasy o délce cca 5 kilometrů a šířce cca 2 kilometry. Jde o mezistupeň, který odděluje nejvyšší partie krajiny poblíž izraelsko-libanonské hranice s nadmořskou výškou přes 600 metrů a rovinu Chulského údolí o nadmořské výšce přes 50 metrů. Mezi pohraniční vysočinou a údolím Kadeš se nachází severojižní zlom, nejvýrazněji patrný na okraji vesnice Malkija. Mezi údolím Kedeš a Chulským údolím je to obdobný severojižní zlom s mimořádně strmým sklonem terénu. Na severní straně je údolí ukončeno pozvolným nástupem vysočiny Naftali.

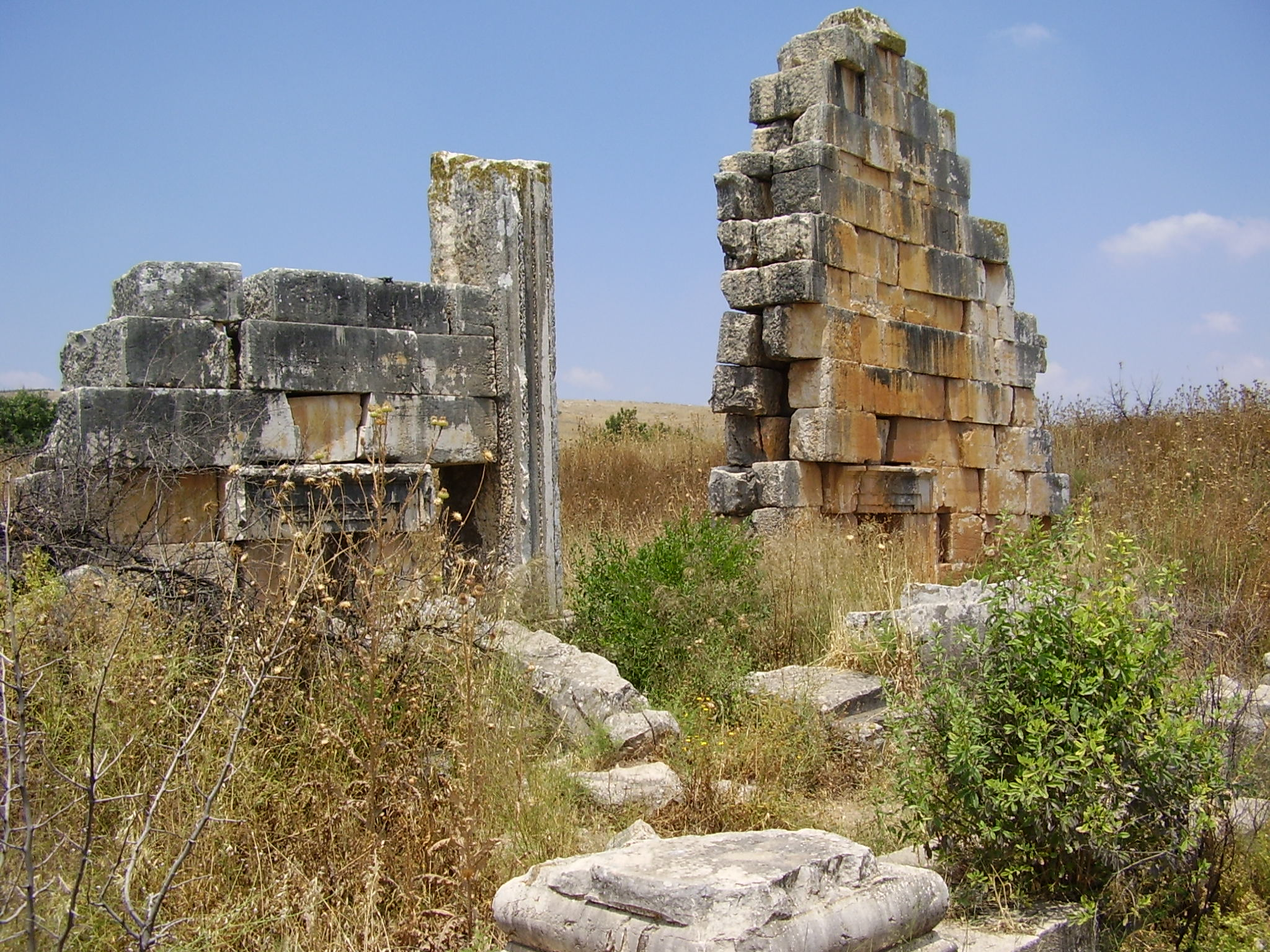
Ruiny starověkého Tel Kedeš

Vlastní údolí Kedeš má velmi plochý reliéf a je zemědělsky využíváno. Protéká jím napříč vádí Nachal Kedeš. Další vodní toky jsou podstatně kratší. Je to vádí Nachal Zemer, které stéká z pahorku Har Zemer na jihovýchodním okraji Bik'at Kedeš do Chulského údolí. Na jižní straně také údolí ohraničuje pahorek Har Cvi a na jih od něj ležící kaňon vádí Nachal Dišon.